# さすらいの一匹狼
『さすらいの一匹狼』（さすらいのいっぴきおおかみ、原題:Per il gusto di uccidere）は、トニーノ・ヴァレリ監督によるマカロニ・ウェスタン。

## あらすじ
南北戦争のさなか、オマハの町。賞金稼ぎのフェローは、銀行家アーロンの依頼により強盗団サンチェスを退治。いったん報酬を受け取るが、有力者コリンズが別の仕事を持ち込んだため一時預かりとなる。コリンズが依頼した仕事は金の延べ棒の運搬で、悪党のケネベックが狙っている可能性があった。ケネベックはフェローにとっては弟の敵でもあり、フェローは新たな標的に対し闘志を燃やす。ケネベックの手下マチュテがオマハの町の中で事件を起こし、フェローはマチュテを捕らえ拷問に掛ける。マチュテの話によればケネベックはイザベラという女性と関係があり、二人の間に息子もいるという。子供が事件に巻き込まれるのを嫌ったフェローは息子を隠す。ケネベックは仕事を開始するが、イザベラから息子がいなくなったと聞くと強盗団から離脱。強盗団の方は仕事を続行、オマハの町へ入り銃撃戦でフェローの協力者の大半を倒し、銀行へ到達。金庫の中へ入るが、フェローが爆弾を爆発させ全員が死亡。ケネベックはイザベラが息子を守れなかったことに対し激怒するが、息子は結局イザベラの許へ戻る。ケネベックはオマハの町へ戻り、フェローと対峙。手下達にフェローの背後から銃撃させ、フェローが地面に置いた大型銃を拾い上げて撃とうとするが、フェローが腰から拳銃を抜く方が早く、ケネベックは撃たれて死亡。フェローの大型銃は新式で扱いにくかったのだ。

## キャスト
※括弧内は日本語吹替（初回放送1972年11月17日『ゴールデン洋画劇場』）
- ランキー・フェロー：クレイグ・ヒル（納谷悟朗）
- ガス・ケネベック：ジョージ・マーティン（小林清志）
- サンチェス：フェルナンド・サンチョ（雨森雅司）
- アーロン：フランコ・レッセル（島宇志夫）
- コリンズ：ピエロ・ルリ（西田昭市）
- イザベル：ラダ・ラッシモ（京千英子）
- ペギー：ダイアナ・マーティン（浅井淑子）
- リンゴ：ジョージ・ウォン（渡部猛）